# Deichkabel

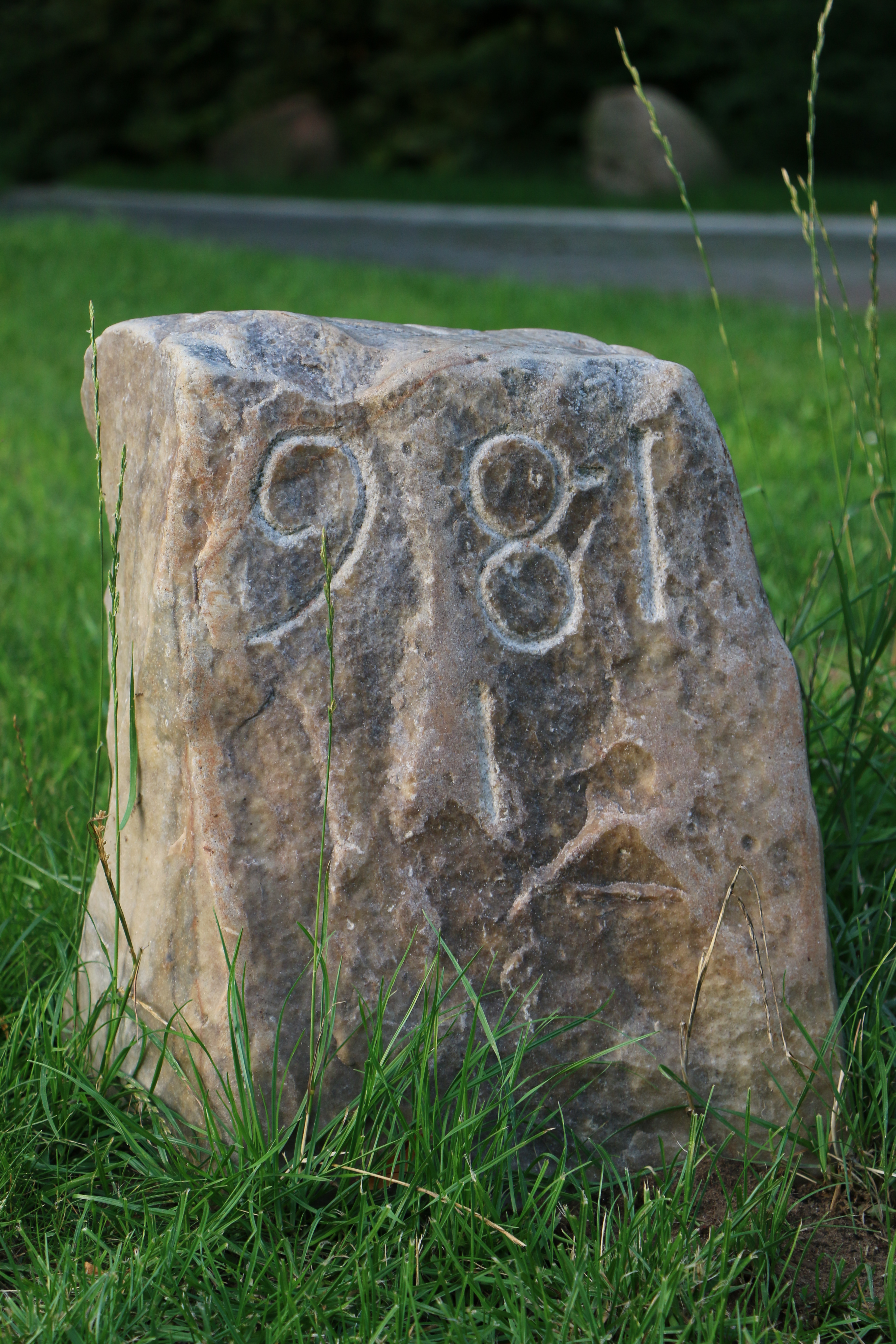
Deichkabelstein in Oldershausen.

Ein Deichkabel (auch Deichkabeln, Deichpfand oder Deichschefft) ist ein historisches Maß für einen Deichabschnitt. Die kleinste Einheit eines Deichkabels war die Rute mit 4,66 m.

## Bedeutung
Das Deichkabel ist mindestens seit 1698 im Amt Hitzacker bekannt. Grundbesitzern war dabei, je nach Größe des Besitzes, die Unterhaltung eines Deichabschnittes auferlegt worden. Deiche an Gemeinschaftsflächen oder herrenlose Stücke wurden auf alle Deichpflichtigen umgelegt. Die jeweils zugewiesenen Deichabschnitte wurden in der Deichrolle oder im Deichkataster vermerkt. Den Deich teilte man dafür in Abschnitte, welche am Binnenrand erst durch Holzpfähle, später durch Deichkabelsteine markiert wurden. Konnte ein Landbesitzer seine Unterhaltungspflicht nicht aufrechterhalten, griff lange Zeit das Spatenrecht als Deichstrafe.
Heute sind für die Unterhaltung der Deiche die Deichverbände zuständig, weshalb viele Deichkabelsteine entfernt und den Hofstellen zurückgegeben wurden. In Niedersachsen wurde die Kabelwirtschaft 1963 mit dem Niedersächsischen Deichgesetz (NDG) abgeschafft und die Deichpflicht auf alle Bewohner des geschützten Gebietes umgelegt.